# Szymankowo (stacja kolejowa)
Szymankowo – stacja kolejowa w Szymankowie, w powiecie malborskim w województwie pomorskim, w Polsce. Według klasyfikacji PKP ma kategorię dworca lokalnego. 

## Ruch pasażerski[2]
| Rok  | Wymiana pasażerska na dobę |
| ---- | -------------------------- |
| 2017 | 300-499                    |
| 2018 | 300-499                    |
| 2019 | 300-499                    |
| 2020 | 200-299                    |
| 2021 | 200-299                    |
| 2022 | 300-499                    |
| 2023 | 300-499                    |

## Historia
Przed II wojną światową stacja graniczna między Polską a Wolnym Miastem Gdańsk. Była jednym z pierwszych miejsc, jakie zostały zaatakowane przez Niemców 1 września 1939, co upamiętnia tablica.

## Wypadek kolejowy
9 marca 2020 na stacji doszło do wypadku kolejowego: manewrująca drezyna nie zatrzymała się przy tarczy manewrowej, w wyniku czego znalazła się na drodze przebiegu lokomotywy. W wyniku zaistniałego z tej przyczyny zderzenia dwie osoby z drezyny zginęły na miejscu, a dwóch pozostałych zdołało uciec z pojazdu przed zderzeniem z lokomotywą. Wypadek spowodował przed południem duże utrudnienia w kursowaniu pociągów; największe spóźnienie (IC Ustronie relacji Kraków Główny-Kołobrzeg) wyniosło prawie pięć godzin.

## Połączenia
- Grudziądz
- Tczew
- Malbork